# 圆果杜英
圆果杜英（学名：Elaeocarpus sphaericus）为杜英科杜英属下的一種開花植物，分佈於印度、新喀裡多尼亞和澳洲北部。常見的同義詞是E. ganitrus和E. sphaericus。它是一種常綠大樹，通常有板狀根，葉子有波浪鋸齒，乳白色的花和或多或少呈球形的亮藍色核果。在英語中，該樹在印度被稱為utrasum bean樹。在斯里蘭卡，記錄的名稱是woodbegar和Indian bead tree。它在澳洲北領地被簡稱為elaeocarpus。在澳大利亞，這種樹的其他名稱是印度油果和genitri。在夏威夷，它（或可能的同義詞E. grandis）被稱為藍色大理石樹。

## 分佈
本種分佈廣泛，從尼泊爾和印度的喜馬拉雅山脈東至中國和菲律賓，南至印尼、巴布亞紐幾內亞和澳洲。

## 圖庫

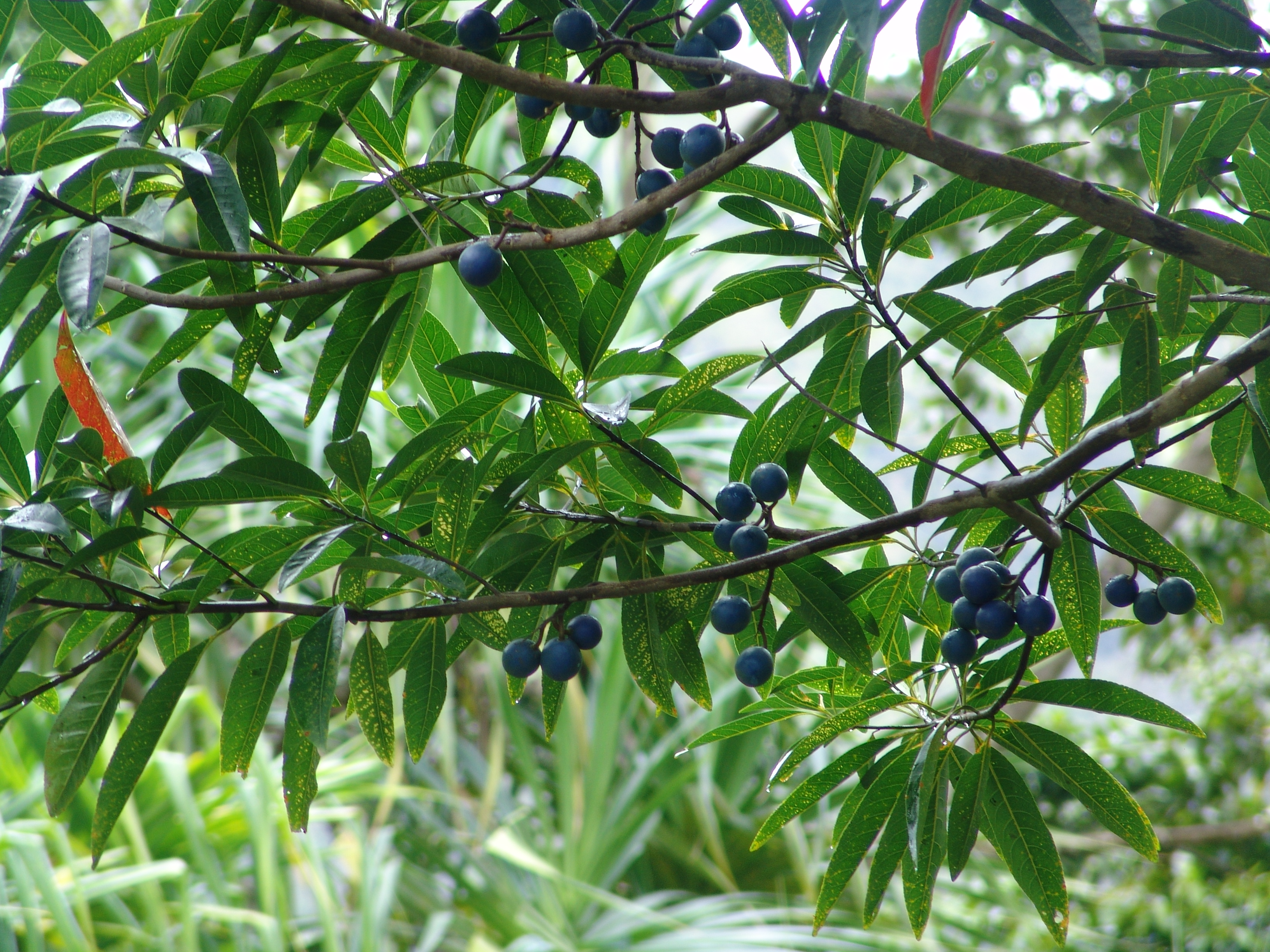
Ho'omaluhia 植物園的藍色大理石樹 - 可能是圆果杜英
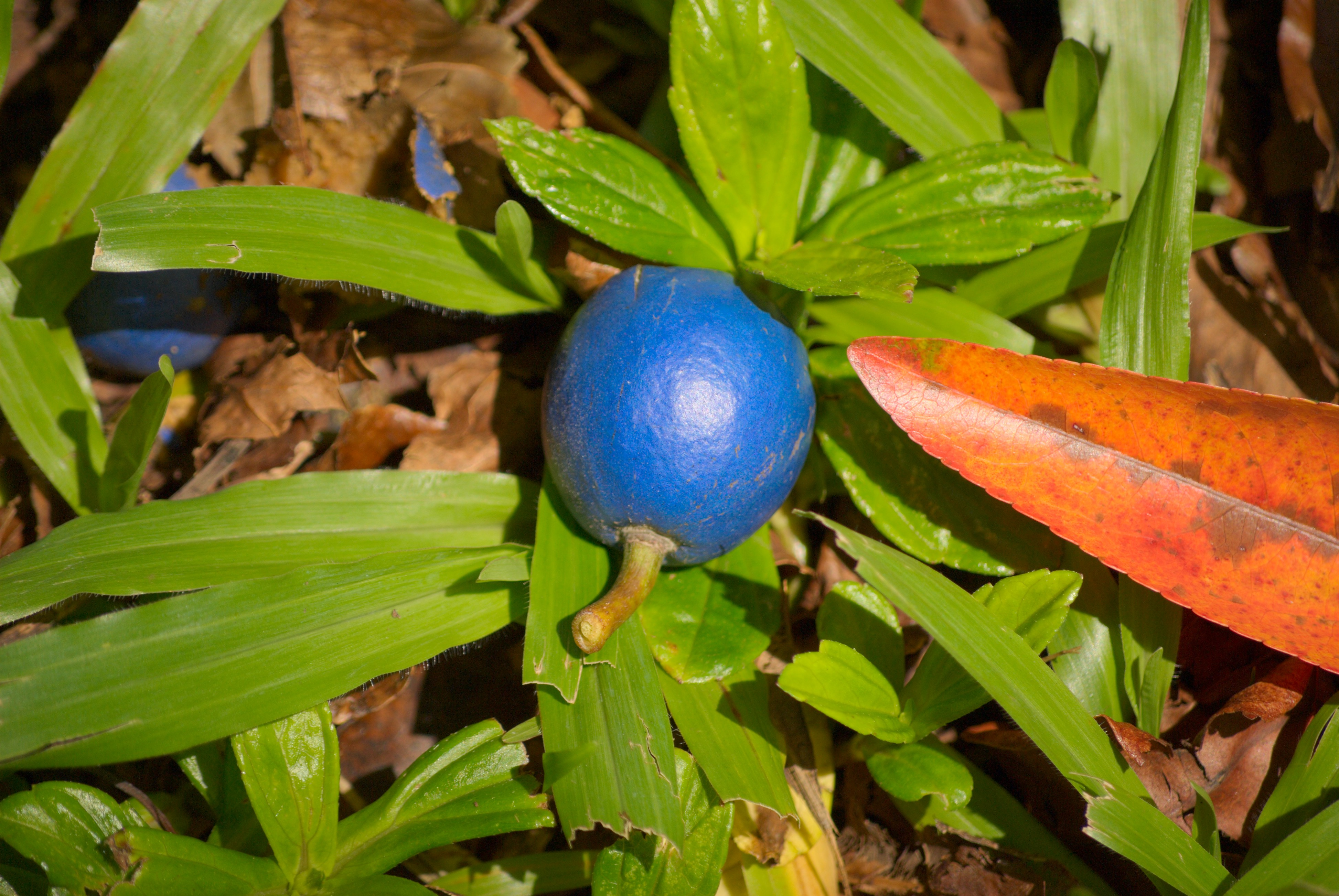
Ho'omaluhia 植物園的水果和葉子特寫鏡頭 - 可能是圆果杜英
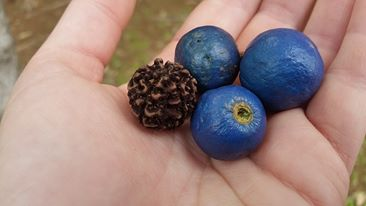
三個水果和一個果 - 可能是圆果杜英。
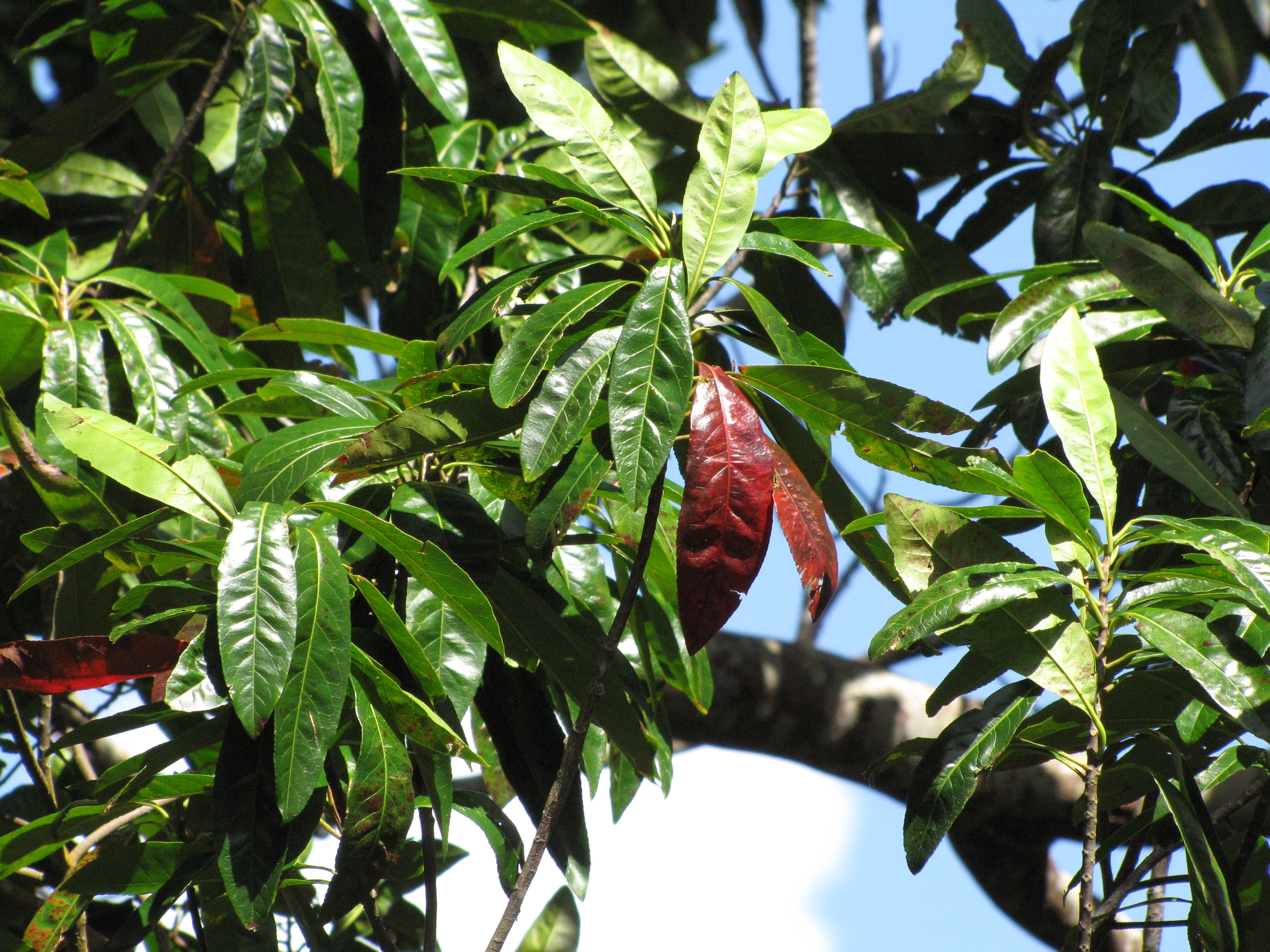
茂宜島基阿奈植物園的葉子 - 可能是圆果杜英
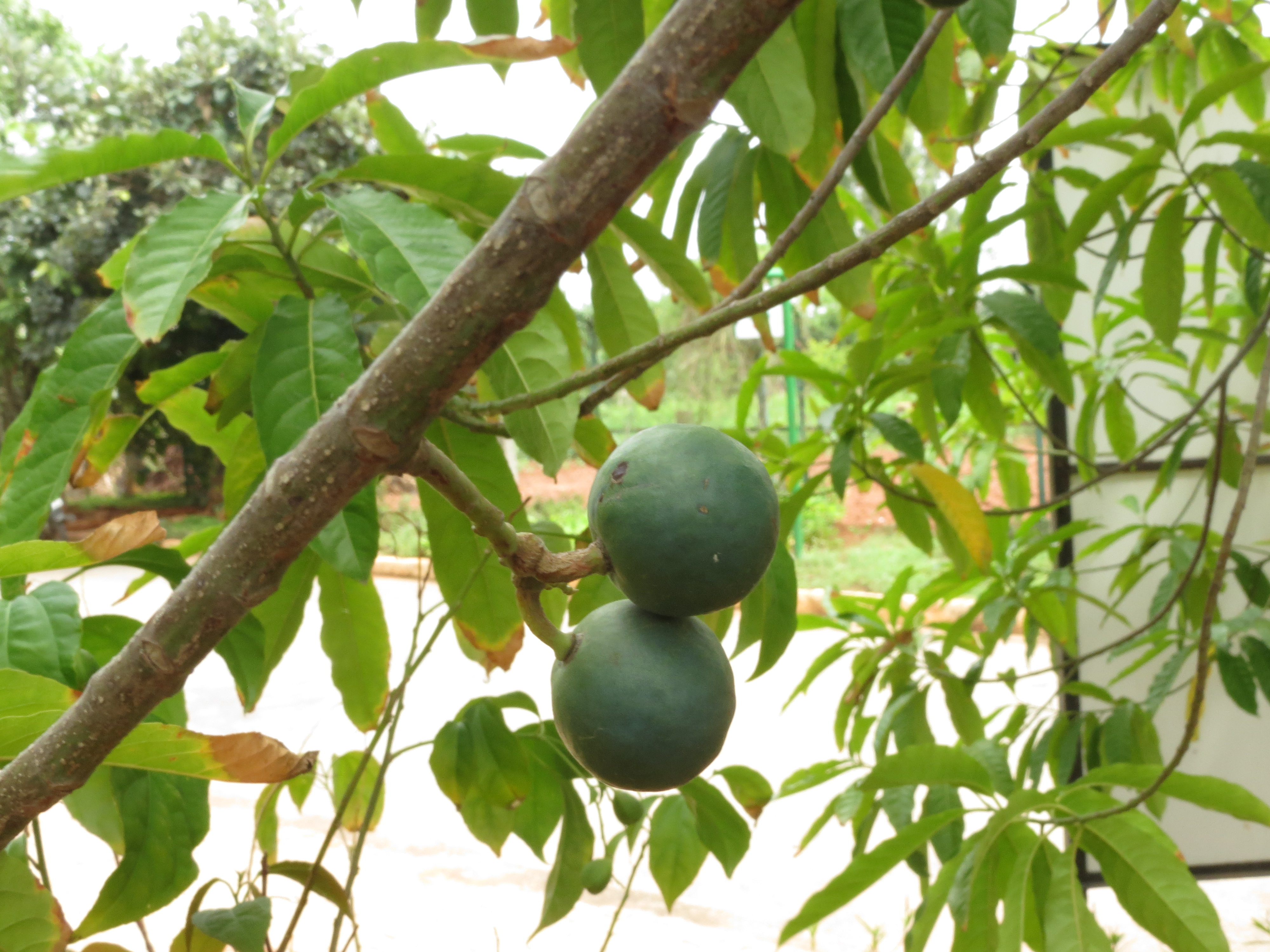
樹上的果實
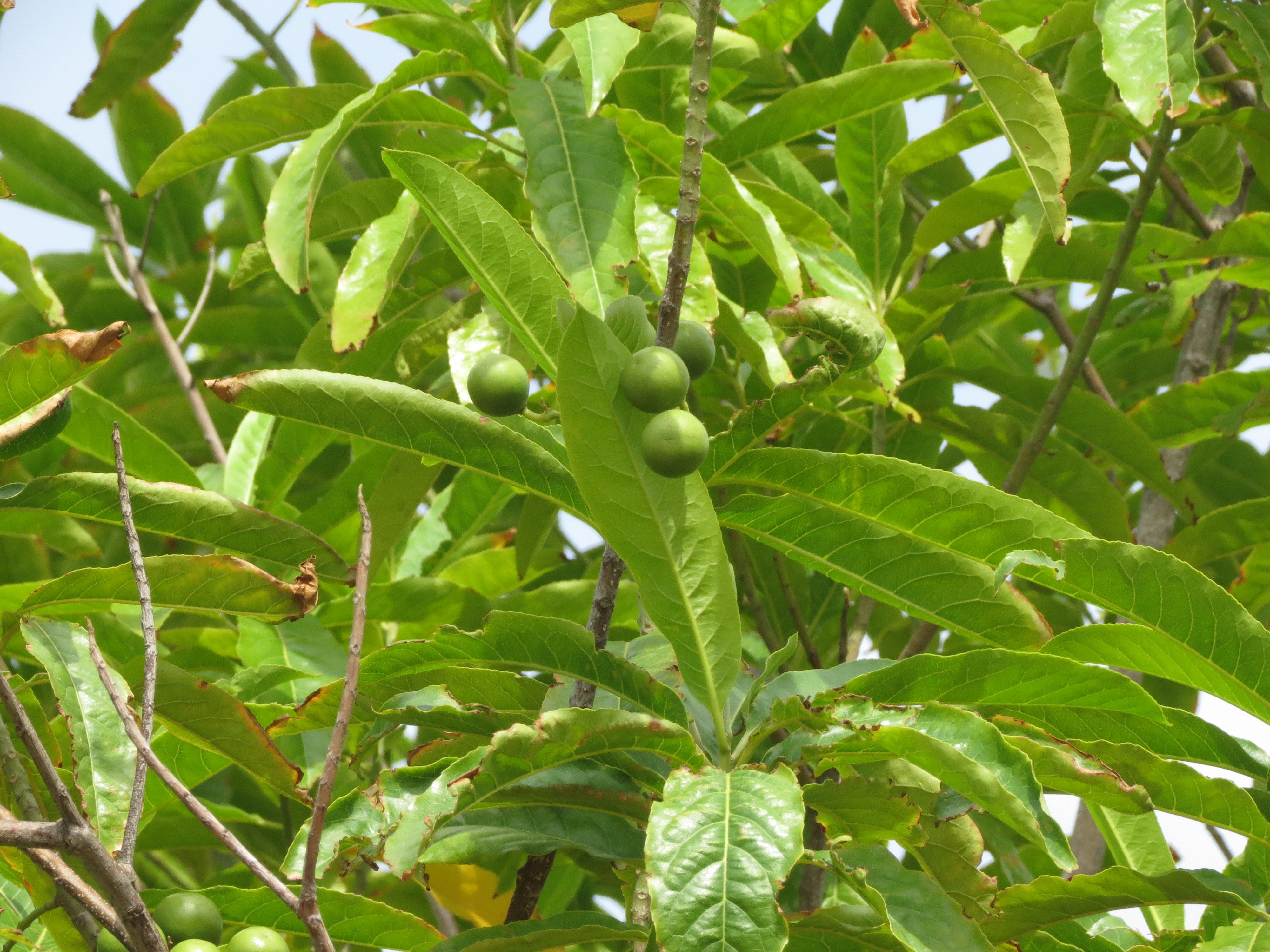
果實和葉子
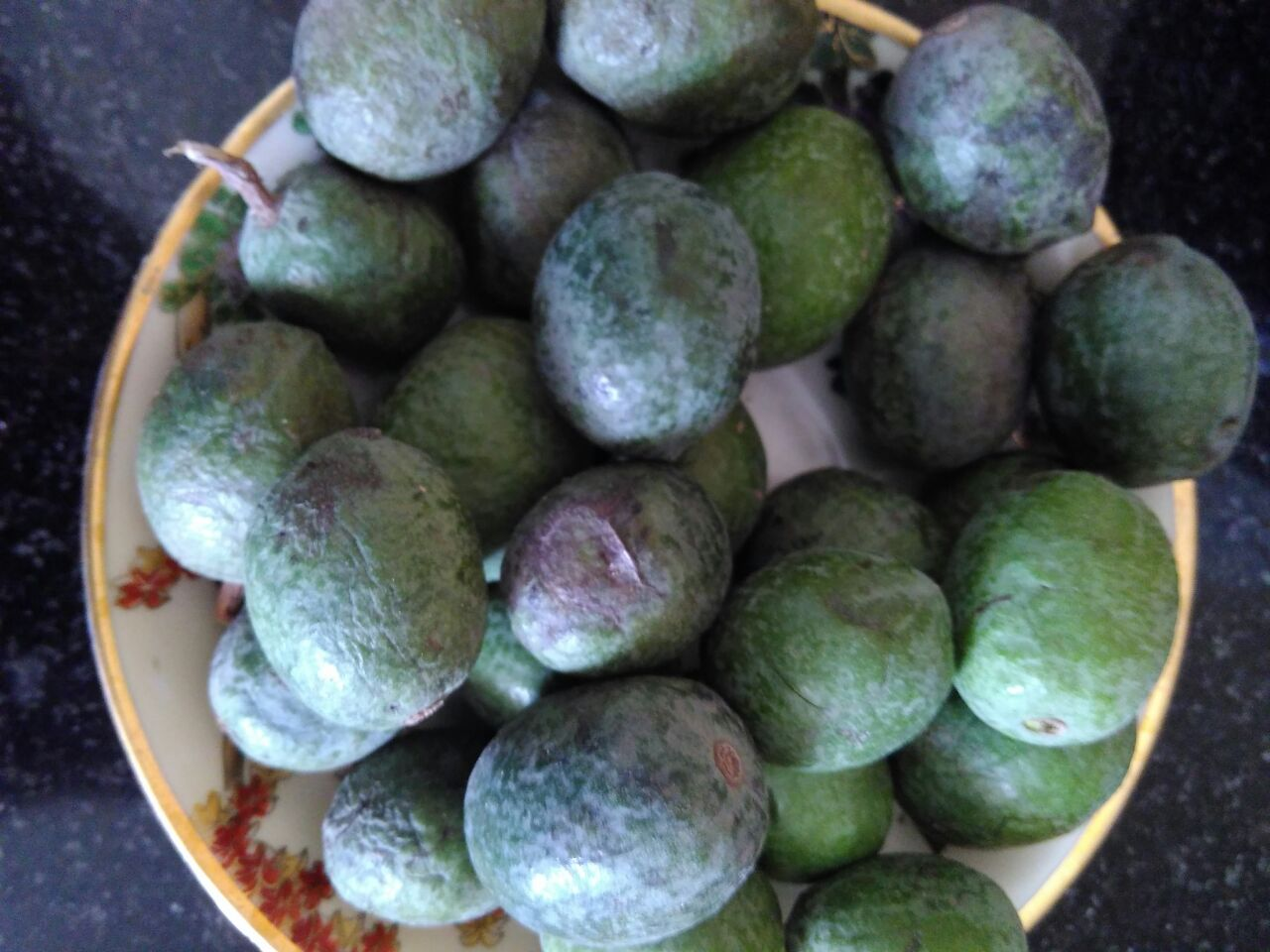
新鮮採摘的成熟「金剛菩提」(Rudraksh)水果

## 扩展阅读
維基物種上的相關：圆果杜英